# Recchia ludibriosa
Recchia ludibriosa là một loài bọ cánh cứng trong họ Cerambycidae.